# Geschichte der Stadt Jülich

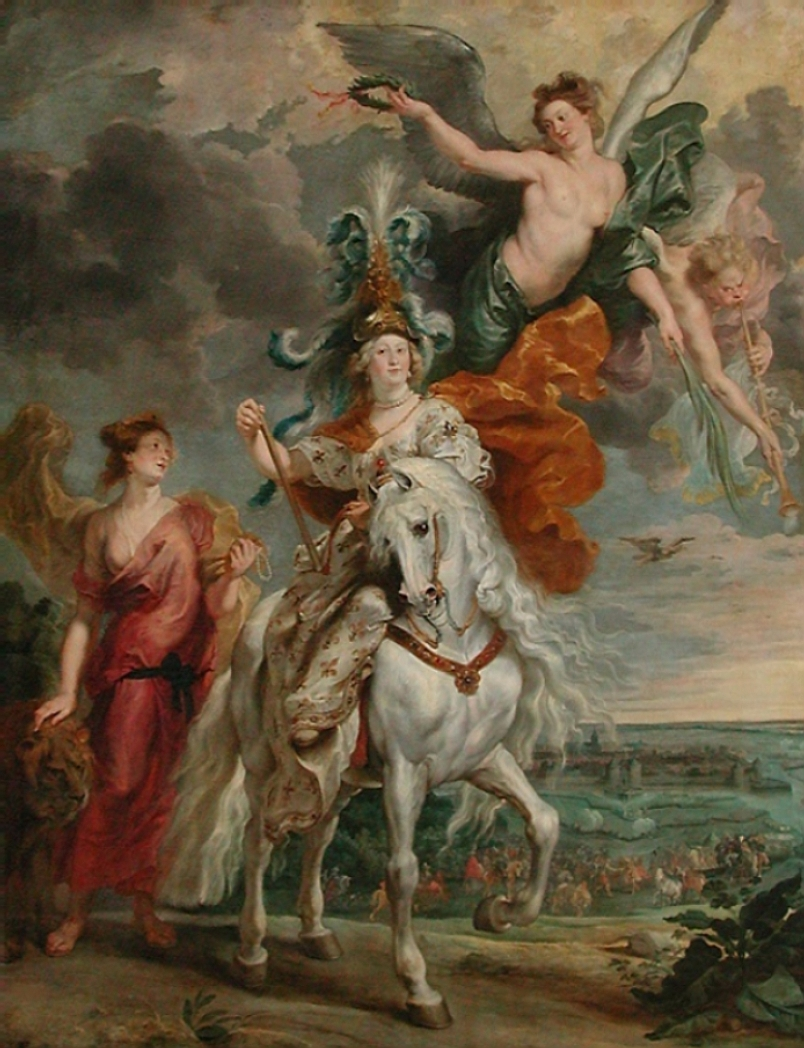
Gemäldezyklus für Maria de’ Medici, Szene: Einnahme von Jülich. (Peter Paul Rubens)

Die Geschichte der Stadt Jülich reicht bis zum Beginn der römischen Herrschaft in Germanien zurück. Der einstige vicus an einer strategisch wichtigen Furt der Rur überstand als eine der wenigen Siedlungen in der Gegend dank seiner in der Spätantike angelegten Befestigungen die Wirren der Völkerwanderung und entwickelte sich zum Mittelpunkt erst einer Grafschaft und dann eines Herzogtums, das in der Frühen Neuzeit zu großer Macht und erheblichem Einfluss gelangte. Mit dem Aussterben des Herrscherhauses und dem Verlust der kaum fertiggestellten Residenz wurde die Stadt zur bloßen Festungs- und Garnisonsstadt. Im Zweiten Weltkrieg wurde Jülich völlig verwüstet und um die wenigen Überbleibsel der alten Zeit entstand die heutige moderne Stadt.

## Vor- und Frühgeschichte
Die ersten Spuren menschlicher Besiedlung reichen bis ins 9. Jahrtausend v. Chr. zurück, als durchziehende Jäger und Sammler Rastplätze in der Gegend von Barmen anlegten. Bandkeramiker und Angehörige der Michelsberger Kultur legten auf dem heutigen Stadtgebiet Gräberfelder an.

## Antike
Hauptartikel: Iuliacum

Darstellung Jülichs auf der Peutingerschen Tafel (rot markiert)

Erstmals historisch greifbar wird die heutige Stadt mit dem Vordringen der Römer nach Germanien, als sie um 50–30 v. Chr. vom Rheinland Besitz ergriffen und die einheimischen Eburonen vernichteten. Zwar konnten bislang am Ort des römischen Iuliacum selbst keine Hinweise für eine vorrömische Besiedlung entdeckt werden, jedoch wurde nahe Niederzier ein keltischer Ringwall entdeckt, der in caesarischer Zeit zerstört wurde und möglicherweise eine Vorgängersiedlung des heutigen Jülich ist. In augusteischer Zeit entstand dann die Römerstraße von Heerlen nach Köln, an der dann um Christi Geburt der vicus Iuliacum entstand, der als Rastplatz und Straßenstation diente. Es wurde spekuliert, dass der Name vielleicht von der massenhaften Verleihung des römischen Bürgerrechtes an die Einwohner durch die julischen Kaiser herrühren mag. Jedoch wird auch die Ansicht vertreten, der Name sei vorrömischen Ursprungs: der Name könne ein keltisch-germanisches Gemisch aus den Worten „ialo“ (kelt.) und „lich“ (germ.) sein, die beide „Lichtung“ bedeuten. Das Dorf lag strategisch günstig auf einer überflutungssicheren Hochterrasse nahe der Rur und einem der wenigen damals gangbaren Übergänge über den Fluss, den auch die römische Fernstraße nutzte. Wahrscheinlich gab es bereits damals eine Brücke nahe der Stelle, wo auch heute die Rurbrücke steht. Die Siedlung wuchs und zog durch ihre attraktive Lage bald Handwerksbetriebe und Händler an, wie der Fund einer Töpfersiedlung aus dem 2. Jahrhundert in der Gegend der heutigen Wilhelmstraße belegt. Es gab offenbar auch einige Kultzentren am Ort, wie der Fund einer Jupitersäule nahelegt. Die Umgebung der Ortschaft wies zahlreiche Landgüter auf und wurde intensiv landwirtschaftlich genutzt.
Als die Zeiten mit dem Einsetzen der Völkerwanderung unruhiger wurden, begannen die Römer, die Rheingrenze und auch die tiefer in das Reich hineinführenden Straßen mit der Anlage zahlreicher Kastelle zu befestigen. Iuliacum erhielt im Zuge dieser Maßnahmen um 310 ein vierzehntürmiges Kastell von annähernd runder Form, das im Bereich um den heutigen Marktplatz lag. Die Kastellmauer ist im Pflasterbelag der Altstadt angedeutet und folgt zudem der südöstlichen Fundamente der Propsteikirche. Die Fernstraße lief im Norden um das Kastell herum und folgte etwa dem Verlauf der heutigen Grün-, Rader- und Kapuzinerstraße, in dieser Gegend lag auch eine bedeutende Siedlung vor den Toren der Befestigung. Aus dem Jahr 356 stammt die Überlieferung, Truppen des Kaisers Julian hätten in der Nähe von Iuliacum ein Gefecht mit etwa sechshundert fränkischen Kriegern gehabt. Mit dem endgültigen Rückzug der Römer um 460 gelangte Jülich in die Hände der Franken, seine steinernen Befestigungen und die günstige Lage an der Rurquerung sorgten dafür, dass der Ort im Gegensatz zu den meisten Siedlungen in der Gegend erhalten blieb. In der Folgezeit gewann das zum fränkischen Krongut gehörende Jülich an Bedeutung. Der Ort ging durch Schenkung an den Erzbischof von Köln und wurde Sitz eines Gaugrafen, damals nur ein königlicher Beamter. Um das Kastell mit der darin befindlichen gräflichen Burg bildete sich ein lokales Machtzentrum, der in einer Urkunde aus dem Jahr 849 erstmals erwähnte Jülich-Gau, aus dem spätestens im 9. Jahrhundert die Grafschaft Jülich hervorging.

## Mittelalter

### Früh- und Hochmittelalter

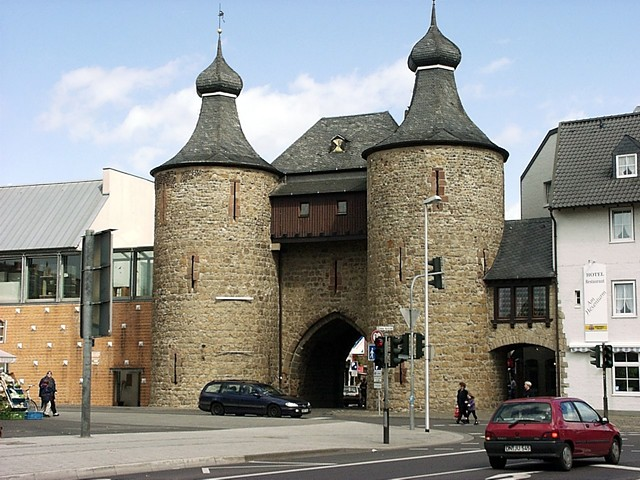
Der Hexenturm, letztes sichtbares Relikt der mittelalterlichen Stadtbefestigung

Das beginnende Mittelalter fand die Ortschaft als Mittelpunkt einer kleinen Herrschaft, die unter der Oberherrschaft des Erzbistums Köln stand. Im Jahr 881 kam es zu einem Wikingerüberfall, bei dem die Siedlung zerstört wurde. Ein Dokument von 1081 nennt Gerhard I. als ersten erblichen Grafen von Jülich. Die Grafschaft nahm einen langsamen, aber stetigen Aufschwung, was durch die Errichtung einer gräflichen Burg im Stadtteil Altenburg im 12. Jahrhundert deutlich wird. Sie war als eine zeittypische Motte auf einem künstlichen Erdhügel angelegt, der noch heute gut sichtbar ist. Beim Zug Kaiser Heinrichs V. nach Köln um 1114 wurde die Ortschaft erneut zerstört. 1147 predigte Bernhard von Clairvaux vor der Kirche für die Teilnahme am Kreuzzug. Der Erwerb ausgedehnter Gebiete in der Nordeifel mit reichem Bergbau und die unsichere Lage Jülichs in der Ebene bewogen Graf Wilhelm II. im Jahr 1190 dazu, seine Residenz in die Burg Nideggen zu verlegen, die als fast uneinnehmbare Höhenburg weniger bedroht war. 1214 eroberte Kaiser Friedrich II. den Ort. Im Jahr 1234 erhob Graf Wilhelm IV. Jülich zur Stadt, als solche wurde sie 1238 erstmals urkundlich erwähnt. Ein Jahr später fand sich die neue Stadt einer Belagerung durch die Kölner ausgesetzt, da die Jülicher Grafen danach trachteten, sich aus dem Einflussbereich des Erzbischofs zu lösen. Dabei wurde die Siedlung vor den Mauern zerstört, während das befestigte Kastell dem Angriff widerstand. Ungefähr in diese Zeit fällt auch die Zerstörung der Motte Altenburg. Bereits im Jahr 1278 wurde die Stadt erneut durch den Kölner Erzbischof Siegfried von Westerburg belagert und zerstört, nachdem Graf Wilhelm IV. bei einem unglücklich verlaufenen Angriff auf die Reichsstadt Aachen erschlagen worden war. Zum damaligen Zeitpunkt bildete das ganze spätrömische Kastell die Grafenburg, während die eigentliche, mit Palisaden umwehrte Stadt vor den nördlichen Mauern im Bereich der heutigen Rader- und Kapuzinerstraße lag. Im Zuge der Zerstörung der Stadt 1278 wurde offenbar das Kastell so stark beschädigt, dass ein Wiederaufbau nicht lohnend erschien und stattdessen eine Neubefestigung ins Auge gefasst wurde. 1288 gelang es dem Jülicher Grafen und seinen Verbündeten in der Schlacht bei Worringen, die Macht des Kölner Erzbischofs endgültig zu brechen und die Selbstständigkeit zu erlangen. Im Zuge dieser neuen Freiheit wurde auch an der Wende vom 13. zum 14. Jahrhundert endlich eine neue steinerne Stadtbefestigung in Jülich fertiggestellt, die bereits einen großen Teil der heutigen Altstadt umschloss. Von ihr sind heute noch Relikte vorhanden: der Hexenturm als offensichtlichster Überrest und dazu ein Stück der Stadtmauer, das sich innerhalb der Bebauung des Häuserblocks befindet, der zwischen Stiftsherrenstraße und Großer Rurstraße liegt (Hinterhofgrundstücke Stiftsherrenstraße Nr. 7 und 9, beschränkt zugänglich).

### Aufstieg zum Herzogtum und Entwicklung zum regionalen Machtzentrum
Die Macht der Jülicher Grafen wuchs nun stetig an, und bereits 1336 wurde Graf Wilhelm V. von Kaiser Ludwig IV. zum Markgrafen ernannt und in den Reichsfürstenstand erhoben. Schon zwanzig Jahre später folgte der nächste Schritt, als aus der Markgrafschaft ein Herzogtum und aus Markgraf Wilhelm der Herzog Wilhelm I. wurde. 1360 ist für Jülich zum ersten Mal ein Bürgermeister und ein Rat belegt, um 1349 das Vorhandensein einer jüdischen Gemeinde, deren Synagoge in der Judenstraße (heute Grünstraße/An der Synagoge) in diesem Jahr im Zuge der damals stattfindenden Judenverfolgung im Rheinland konfisziert wurde. Um 1423 starb die Linie der Jülicher Herzöge aus, und das Haus Berg erbte seine Ländereien. 1461 wurden die Juden aus Jülich ausgewiesen, die Gemeinde bildete sich später an der alten Stelle neu. Im Jahr 1473 gab es eine verheerende Epidemie in der Stadt, und bereits ein Jahr später folgte ein großer Stadtbrand, dem unter anderem das gesamte Stadtarchiv zum Opfer fiel. Im selben Jahr unterzeichnete Herzog Gerhard mit Karl dem Kühnen, dem Urgroßvater Kaiser Karls V. einen Vertrag, in dem er für immer auf alle Erbansprüche im Herzogtum Geldern verzichtete. Im Jahr 1521 erbte das Haus von der Mark bereits Herzöge von Kleve und Grafen von der Mark Herren zu Lippstadt, die Herzogtümer Jülich und Berg mit der Grafschaft Ravensberg. Aus dieser Vereinigung entstanden die Vereinigten Herzogtümer, denen zeitweilig noch das Herzogtum Geldern und die Herrschaft Ravenstein angehörten.
Die Vereinigten Herzogtümer wurden somit die stärkste weltliche Macht in der Region. 1512 verwüstete ein weiterer Großbrand die Stadt.

## Neuzeit

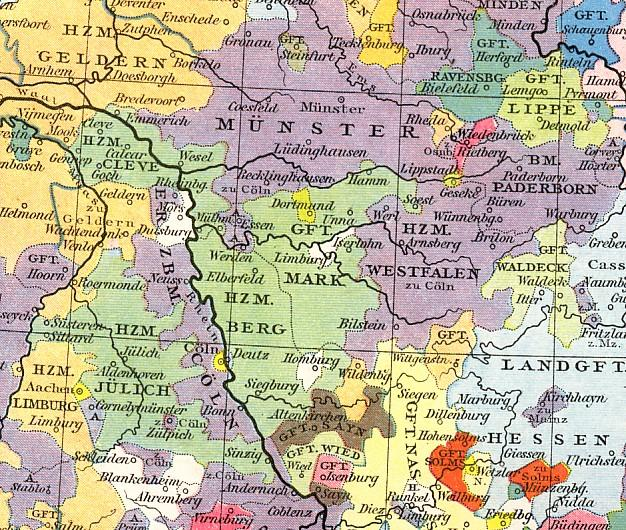
Die Vereinigten Herzogtümer Jülich-Kleve-Berg

### Wilhelm der Reiche
1539 trat Herzog Wilhelm V. die Herrschaft über die Vereinigten Herzogtümer an, welcher der Nachwelt unter dem Beinamen „der Reiche“ bekannt ist und der diese auf einen letzten, glanzvollen Höhepunkt führen sollte. Bereits ein Jahr zuvor war mit dem Tode Karl von Egmonds das Herrscherhaus im Herzogtum Geldern ausgestorben, und Wilhelm trachtete danach, seine Erbansprüche geltend zu machen, zumal die tatsächliche Herrschaft in Geldern auf Wunsch der Landstände bereits seit längerem von jülich-klevischen Kräften ausgeübt wurde. Kaiser Karl V. beharrte jedoch darauf, dass mit dem Aussterben des Herrscherhauses das Herzogtum zurück an das Reich falle, und verwies auf den Vertrag von 1473. Das wollte Wilhelm als Erbe des ebenfalls im Mannesstamme ausgestorbenen Jülicher Hauses nicht hinnehmen, so kam es ab 1542 zum Krieg. Der Herzog hatte sich durch Heirat mit einer Nichte des französischen Königs der französischen Unterstützung versichern wollen, musste jedoch bald feststellen, dass die Franzosen keinen Finger rührten, um ihm zu helfen. Daher unterlagen die jülich-klevischen Kräfte schon bald der kaiserlichen Übermacht, die alle herzoglichen Festungen dank ihrer überlegenen Artillerie eroberte und zerstörte. Daran vermochte auch ein jülich-klevischer Sieg bei Sittard nichts zu ändern, und der Herzog musste sich Karl V. schmählich zu Füßen werfen. Jülich selbst wurde den Gegnern kampflos übergeben. Der Kaiser beließ ihm die Herrschaft über die ererbten Länder, behielt aber selbst, gemäß dem Vertrag von Venlo, Geldern. Des Weiteren betrieb er die Annullierung der nicht vollzogenen französischen Ehe des Herzogs und veranlasste obendrein, dass Wilhelm Maria von Habsburg im Anschluss daran heiratete und sich so mit dem Haus Habsburg verband. Anders als vermutlich geplant ging Habsburg beim Aussterben des Hauses Mark 1609 jedoch leer aus.

### Ausbau zur idealen Residenzstadt

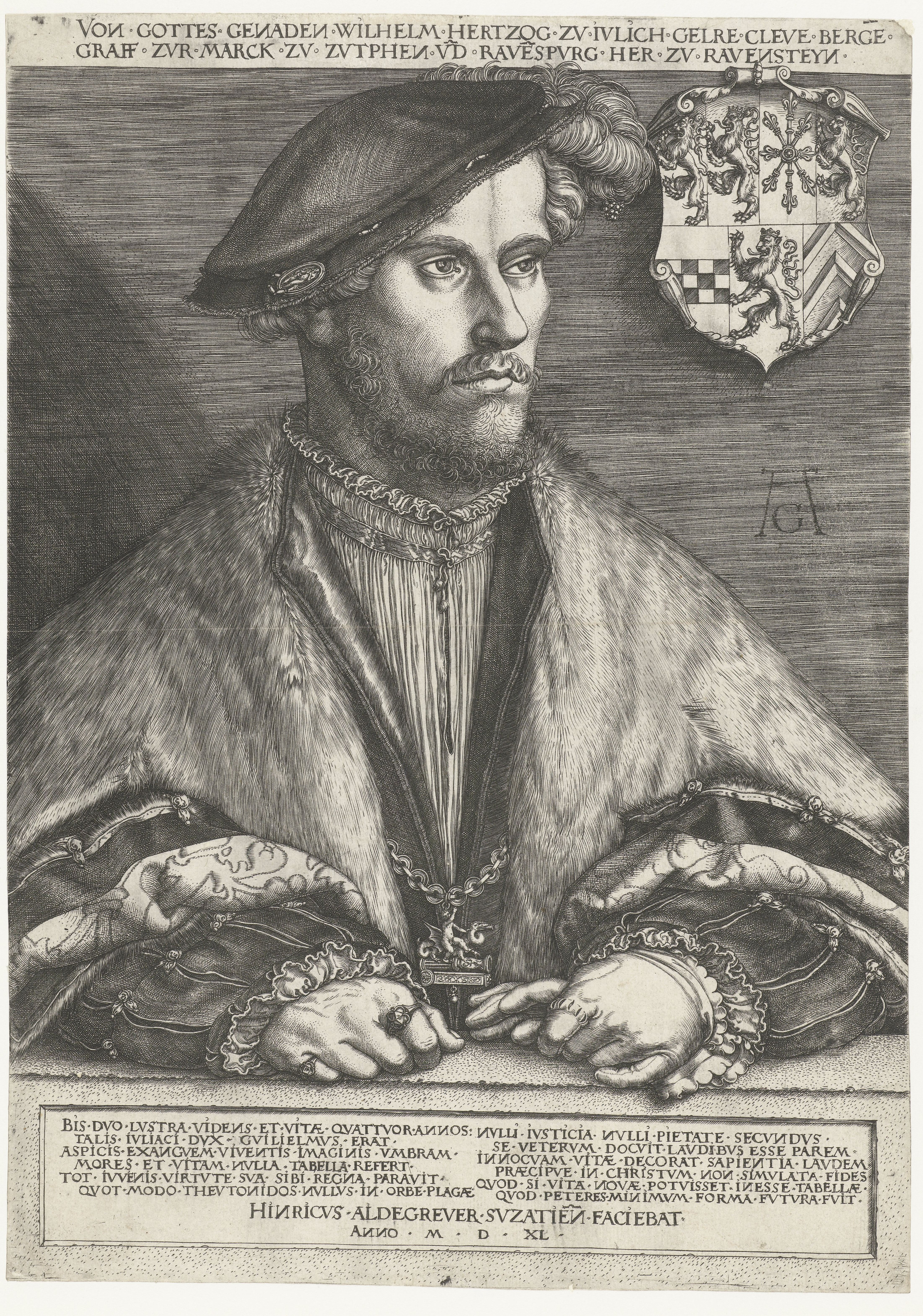
Herzog Wilhelm V. der Reiche von Jülich-Kleve-Berg

Der Herzog ging nun daran, seine verbliebenen Gebiete zu stärken und begann den Ausbau von drei ausgewählten Städten zu Landesfestungen und auch Residenzstädten. Dies geschah möglicherweise auch im Interesse des Kaiserhauses, mit dem Wilhelm nun verbunden war. Orsoy wurde zur klevischen Hauptfestung bestimmt, Düsseldorf zur Landesfestung und Residenz in Berg, während Jülich nach der Zerstörung Nideggens durch die kaiserlichen Truppen zur neuen Residenz und Landesfestung für das Herzogtum Jülich aufrückte. Bereits 1538 hatte der jülichsche Landtag den Ausbau der Stadt zur Hauptlandsfestung beschlossen, die begonnenen Arbeiten waren allerdings wegen des Krieges nicht weit gediehen und die Kaiserlichen hatten die bereits fertigen Teile zerstört. Wilhelm verfolgte in Jülich einen ehrgeizigen Plan: die Stadt sollte zur idealen Residenzfestung im Stile der Renaissance werden. Zu diesem Zweck sah er sich nach einem Architekten um, der diese titanische Aufgabe angehen konnte, und fand dabei Alessandro Pasqualini aus Bologna, der sich mit seinem Wirken in den Niederlanden bereits einen Namen gemacht hatte. Ihm übertrug der Herzog das Amt des Landesbaumeisters sowie die Aufsicht über die Projekte in den drei Landesfestungen, und er betraute ihn auch mit dem Wiederaufbau des Schlosses Hambach. Bald waren die Pläne fertig und wurden dem Herzog zur Begutachtung vorgelegt. Die Stadt sollte mit einer modernen Befestigung im Bastionärsystem umgeben werden, dabei war die Form eines gestreckten Pentagons vorgesehen, ausgerichtet nach Westen, mit Bastionen an drei der fünf Ecken. Die anderen beiden Ecken sowie die gesamte Nordflanke der Stadt sollte von einer riesigen quadratischen Zitadelle eingenommen werden, mit vier Bastionen, einer doppelten Befestigungsanlage und einem Residenzschloss im Zentrum. Damit wurde das in der damaligen Zeit viel diskutierte, aber selten ausgeführte Konzept des palazzo in fortezza, des Herrscherpalastes in einer Befestigung, ausgeführt. Um 1546 begann der Neubau der Stadt und des Schlosses, wobei die vorhandene Altbebauung der mittelalterlichen Stadt berücksichtigt werden musste. Aber bereits in der Nacht vom 26. auf den 27. Mai 1547 zerstörte ein großes Feuer fast die gesamte Stadt bis auf einen kleinen Teil um den Hexenturm und die Kleine Rurstraße. Nun war der Weg frei für eine Idealstadt nach zeitgenössischen Vorstellungen, die ohne Rücksicht auf vorherige Bebauung angelegt werden konnte. Der Herzog erließ 1554 eine strenge Bauordnung, die unter anderem vorschrieb, dass alle Häuser in der Stadt wegen der Feuergefahr aus Stein zu bestehen hatten und sich im Rahmen bestimmter Maße halten mussten, damit die Straßen einen einheitlichen Eindruck machten. Die neuen Straßen waren großzügig angelegt und ziemlich breit, orientierten sich zum Teil aber am mittelalterlichen Straßennetz. Neue Straßen verliefen so, dass sie von der Zitadelle oder strategischen Punkten der Stadtmauer aus eingesehen werden konnten, was die Beherrschung der Stadt vereinfachte. Überhaupt waren die Straßen nach Sichtlinien konzipiert, die eine Kommunikation über die Bebauung hinweg und damit die Beherrschung der Stadt und die Verständigung zwischen verschiedenen Stellungen im Belagerungsfall erleichterten. Die wichtigsten Sichtlinien verbanden die Zitadelle und neuralgische Punkte der Stadtbefestigung miteinander, so dass man im Ernstfall schnell Nachrichten austauschen konnte. Die Breite der Straßen war so berechnet, dass beim Einsturz eines Hauses nur eine Hälfte der Straße durch den Schutt blockiert wurde und genug Platz blieb, damit ein Wagen den Schutt umfahren konnte. In diese Zeit des Neuaufbaues fielen auch mehrere vergebliche Versuche, die Rur schiffbar zu machen.

### Bauarbeiten

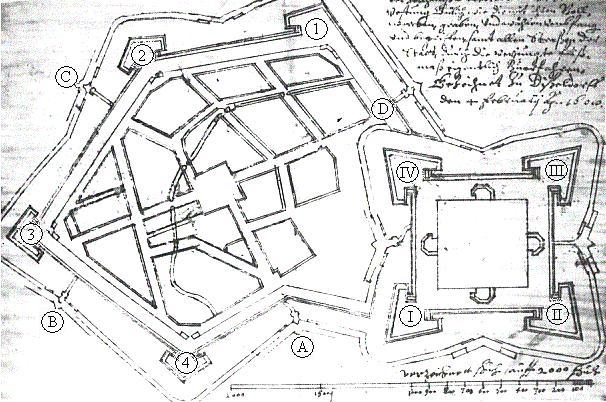
Darstellung Jülichs vor der ersten Belagerung. Bezeichnung der Bastionen: I. Zitadellenbastion Wilhelmus, II. Zitadellenbastion Maria Anna, III. Zitadellenbastion St. Salvator, IV. Zitadellenbastion St. Johannes, 1. Stadtbastion St. Sebastianus, 2. Stadtbastion St. Eleonore, 3. Stadtbastion St. Jakob, 4. Stadtbastion St. Franziskus. Bezeichnung der Tore: A. Kölntor, B. Bongardpforte, C. Aachener Tor oder Rurtor (noch in alter Position), D. Dürener Tor

Es erwies sich als notwendig, den großzügigen Entwurfsplan aus Geldmangel heraus zu reduzieren, dies geschah allerdings vermutlich erst während der Bauarbeiten. Die Zitadelle wurde in ihrer Größe deutlich reduziert und verlagert, was die regelmäßige Form der Stadt störte und die Errichtung einer zusätzlichen Halbbastion im Nordwesten erforderlich machte. Der Grundstein zum herzoglichen Residenzschloss wurde am 30. April 1549 gelegt. Bereits 1553 war der Ostflügel bezugsfertig, um 1556 wurde die Schmuckfassade des Nordflügels fertiggestellt, und um 1561 folgte der Südflügel. Die Befestigungsanlagen erforderten mehr Zeit, um 1565 erfolgte die Fertigstellung des Kölntores, aber erst gegen 1580 waren die Arbeiten so weit gediehen, dass die Festung in einem verteidigungsbereiten Zustand war. Dabei wurden gewaltige Mengen an Ziegeln verbraucht, erhalten gebliebene Rechnungen belegen die Lieferung von insgesamt 27 Millionen Stück zwischen 1555 und 1568. Die Wiederbesiedlung der Stadt nach dem großen Brand von 1547 verlief eher schleppend, unter anderem aufgrund der hohen Anforderungen an die Bauweise der Häuser, die die Bauprojekte verteuerten. Der Herzog befahl die Aufgabe des Rathauses an der bisherigen Stelle im nördlichen Teil der Stadt, es wurde ab 1566 an der Westseite des Marktplatzes etwa gegenüber der heutigen Stelle neu errichtet. Um 1570 gab es noch viele unbebaute Grundstücke, der Stadtteil südlich der heutigen Großen Rurstraße war fast leer. Innerhalb der Stadtbefestigung standen noch zahlreiche Reste der alten Mauern, um welche sich im Bereich der Südstadt bis zum Aachener Tor ausgesprochene Armenquartiere bildeten. 1572 erfolgte die Gründung der herzoglichen Partikularschule, aus der später das Staatliche Gymnasium und noch später das heutige Gymnasium Zitadelle hervorgehen sollte. Aus dem Jahr 1575 wird die Zahl von 296 Wohnhäusern genannt. 1583 entschloss sich der Landdrost Werner von Gymnich aus taktischen Gründen zum Abriss des Stadtdorfes Petternich, das unmittelbar vor der Zitadellennordfront zwischen Ellebach und Rur gelegen war und im Belagerungsfall dem Angreifer ein Einnisten nahe der Festung ermöglicht hätte. Die Einwohner wurden zum Teil in die Stadt umgesiedelt, zum Teil wanderten sie aus. Die Petternicher Straße im Nordviertel erinnert noch heute an den untergegangenen Ort.

### Festungs- und Garnisonsstadt
Hauptartikel: Festung Jülich
Auch nach der Fertigstellung von Festungswerken und Residenzschloss weilten der Herzog und seine Familie nur selten in Jülich. Einer der Gründe dafür waren die fortgesetzten kriegerischen Auseinandersetzungen in den benachbarten Niederlanden, wo der Befreiungskrieg gegen die Spanier tobte und infolge derer die Sicherheitslage im Herzogtum Jülich stets angespannt blieb. Ein endgültiges Ende nahm die bevorzugte Stellung der Stadt mit dem Aussterben der Herrscherfamilie 1609, mit dem auch das Ende der Vereinigten Herzogtümer gekommen war.

#### Der Jülich-Klevische Erbfolgestreit
Der letzte Herzog Johann Wilhelm I. war kinderlos gestorben, und die Erben stritten sich mit dem Kaiser um die reichen Ländereien. Die damit verbundenen Ereignisse, die neun Jahre vor Ausbruch des Dreißigjährigen Krieges bereits um ein Haar zu einem umfassenden Krieg zwischen den Großmächten Europas geführt hätten, sind als Jülich-Klevischer Erbfolgestreit in die Geschichte eingegangen. Ganz besonders die wittelsbachischen Pfälzer Kurfürsten und das hohenzollersche Kurfürstentum Brandenburg machten Ansprüche geltend, während der Kaiser Rudolf II. den Standpunkt vertrat, die Herzogtümer seien mit dem Aussterben der Herzöge an das Reich zurückgefallen. Kaiserliche Truppen besetzten Jülich, und ein großer europäischer Krieg zwischen der kaiserlichen Partei und der Anhängerschaft der Erben schien sich anzubahnen. Im Jahr 1610 belagerten und eroberten Truppen der niederländischen Generalstaaten, verstärkt um brandenburgische, englische, pfälzische und französische Truppen, die damals als stärkste Festung Europas geltende Stadt, die nach nur 35 Tagen aufgeben musste – die Verteidiger waren schlecht vorbereitet gewesen und hatten wohl gar nicht ernsthaft mit einer Belagerung gerechnet. Ein großer europäischer Krieg konnte zwar gerade noch einmal abgewendet werden, die neuen Herren setzten sich in der Stadt fest und bauten die Befestigungen aus, ein Teilungsplan zwischen Brandenburg und der Pfalz ließ Jülich in pfälzische Hände fallen.

#### Der Dreißigjährige Krieg
Mit dem Ausbruch des Dreißigjährigen Krieges geriet die Stadt wiederum in den Brennpunkt des Interesses. Das Wiederaufflammen der Kämpfe zwischen den niederländischen Generalstaaten und Spanien im Zuge des Achtzigjährigen Krieges bildete den Auftakt zu einer neuen Belagerung. Beide Seiten hatten 1609 einen zwölfjährigen Waffenstillstand abgeschlossen, der in diesem Jahr auslief. Dies zog sofort erneute Feindseligkeiten nach sich, und die Spanier stellten unverzüglich ein Heer auf, um von Jülich und Kleve aus in die Niederlande einzufallen. Über die genauen Verhältnisse, die Zahl der beteiligten Kämpfer und ihre Ausrüstung ist wenig bekannt, jedoch begann die Einschließung der Festung am 5. September 1621. Wieder wurde die Festung durch einen Ring aus Schanzen von der Außenwelt abgeschnitten, und die Spanier griffen wie schon bei der vorherigen Belagerung die Zitadelle von der Merscher Höhe aus an. Die im Festungskrieg geübten Niederländer leisteten aus den verstärkten Stellungen heraus zähen Widerstand und führten immer wieder Ausfälle durch, um die Arbeit der Belagerer zu stören. Auf einen Entsatz bestand jedoch keine Aussicht, denn die Spanier blockierten das niederländische Heer bei Kleve, so dass Prinz Moritz von Oranien keine Hilfe schicken konnte. Die heftigen Kämpfe hielten den Winter über an, Kälte, Hunger und Krankheit machten den Eingeschlossenen ebenso zu schaffen wie die sehr intensivierten Angriffe der Spanier, und am 3. Februar 1622 mussten die Verteidiger endlich kapitulieren.
Für den Rest des Krieges hielten die Spanier die Festung besetzt und führten einige Um- und Ausbauten durch. Angeblich führten die Spanier ein Schreckensregiment und waren bei der Bevölkerung verhasst. Sie verließen Jülich aber erst 1660 und räumten seinen Besitz den Pfälzern wieder ein. Die Stadt wuchs nur sehr langsam, doch immerhin gab es 1646 bereits 335 Wohnhäuser in der Stadt.

#### Die Entwicklung bis zur Franzosenzeit
Die dem Abzug des Spanier folgende Zeit bis zum Ende des 18. Jahrhunderts war von Stagnation gekennzeichnet. Jülich wurde zu einer verschlafenen Festungs- und Garnisonsstadt abseits der Geschehnisse dieser Zeit. 1678 wurde die Stadt im Französisch-Niederländischen Krieg von französischen Truppen blockiert, es fand aber kein ernsthafter Angriff statt. Um 1687 erwarben die Jesuiten die gesamte Westseite des Marktplatzes, sie gewannen später im Laufe des 18. Jahrhunderts auch durch den Einfluss ihres aus Jülich stammenden Ordensgenerals Goswin Nickel erhebliches Gewicht in der Stadt. Ab 1690 ist eine reformierte Gemeinde mit eigener Kirche nachweisbar, die Kirche wurde allerdings bereits 1692 von Unbekannten niedergebrannt. Ab 1693 führten die Pfälzer und später die Bayern erhebliche Ausbauten an der Festung durch, zahlreiche neue Außenwerke und ein Glacis wurden angelegt. Zur Beschäftigung der in Jülich in Garnison liegenden Soldaten, offenbar ein Regiment, wurden um die Stadt herum große Gärten angelegt, ganz besonders entlang der Römerstraße und in der Gegend des heutigen Propst-Bechte-Platzes.
Anfang des 18. Jahrhunderts sah sich die reformierte Gemeinde, die ihre Kirche außerhalb der Stadtmauern hatte, Repressalien seitens durchziehender französischer Truppen ausgesetzt. Ähnlich erging es den Lutheranern, die ebenfalls ihre Kirche außerhalb der Wälle hatten. Erst unter der Herrschaft Herzogs Karl Theodors erhielten die evangelischen Bürger die Erlaubnis, ihre Kirche hinter die Stadtmauer zu verlegen und errichteten 1745 ein neues Gotteshaus am Standort der heutigen Christuskirche, direkt an der Stadtmauer. In die Jahre von 1738 bis 1748 fällt die Errichtung der (Alten) Rurkasernen, langgestreckter Bauten entlang der heutigen Straße Am Aachener Tor und damit weit abseits etwaiger Bedrohungen. Im Siebenjährigen Krieg besetzten französische Truppen mit Genehmigung des Herzogs von 1756 bis 1762 die Stadt, dann ohne Genehmigung erneut ab 1772, und zogen erst 1778 wieder ab. In diese Zeit (1756–1759) fällt auch die Errichtung der Jesuitenkirche am Marktplatz, seit 1756 wurden zum Hochwasserschutz Dämme entlang der Rur gebaut und unterhalten. 1770 wurde das alte Rathaus abgerissen und 1781 am heutigen Standort neu errichtet. Abgesehen davon war die Bautätigkeit gering, es wurden kaum Häuser neu errichtet oder umgebaut, und lediglich die Anlage von Klöstern brachte einige Veränderungen. 1793 scheiterte ein erster Versuch französischer Revolutionstruppen, die Stadt an sich zu bringen, in der Ersten Schlacht von Aldenhoven, wobei sich Franzosen und kaiserliche Truppen beiderseits der Rur gegenüberstanden. Erst ein Jahr später, nach der Zweiten Schlacht bei Aldenhoven, fiel die Stadt am 3. Oktober 1794 kampflos in die Hände der Franzosen. In diesem Jahr soll die Zahl der in der Stadt vorhandenen Wohnhäuser 341 betragen haben, nur sechs mehr als fast 150 Jahre zuvor.

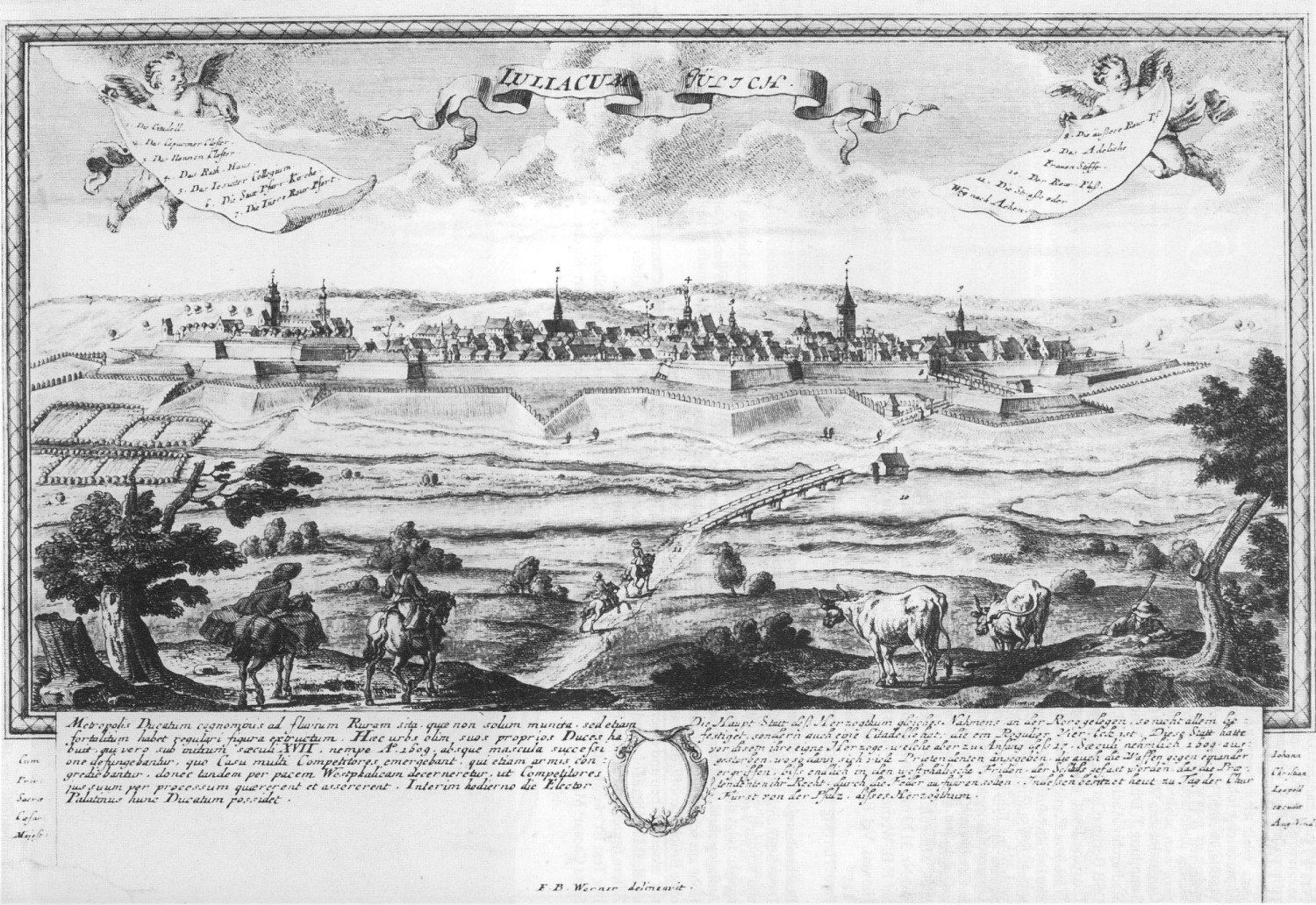
Ansicht Jülichs von Johann Christian Leopold

#### Französische Zeit
1801 kam das Rheinland im Frieden von Lunéville an Frankreich, und das Herzogtum Jülich wurde aufgelöst; die Stadt kam unter dem Namen Juliers als Mairie (Bürgermeisteramt) an das neugebildete Département de la Roer, Arrondissement de Cologne. Die Franzosen schlossen sämtliche Klöster und auch das Gymnasium und betrieben erhebliche Ausbauten der Festungsanlagen, welche eine Nutzung Jülichs als Basis für ein großes Feldheer sicherstellen und den wichtigen Rurübergang der Heerstraße nach Frankreich hinein schützen sollten. Der Brückenkopf wurde 1799 begonnen und um 1806 fertiggestellt. Am 11. September 1804 besuchte Napoléon Bonaparte die Stadt, um sich über den Fortgang der Arbeiten an der Festung zu informieren, er legte den Grundstein für die unvollendet gebliebenen Forts auf der Merscher Höhe. Nach dem Zusammenbruch Preußens 1806 wurden die Ausbaupläne jedoch zugunsten der Erweiterung des an Frankreich gefallenen Wesel stark zusammengestrichen. Am 7. November 1811 besuchte Napoléon Jülich mit seiner Frau ein zweites Mal. Mit dem Rückzug der Franzosen aus Deutschland nach der verlorenen Völkerschlacht bei Leipzig wurde Jülich vom 17. Januar bis zum 19. April 1814 von preußischen, schwedischen, dänischen und mecklenburgischen Truppen belagert, am 28. April kapitulierten die Verteidiger, und am 4. Mai verließen die Franzosen Jülich. Der Landschaftsmaler Johann Wilhelm Schirmer erlebte die Belagerung als Kind mit und schildert sie in seinen Lebenserinnerungen.

#### Preußische Zeit

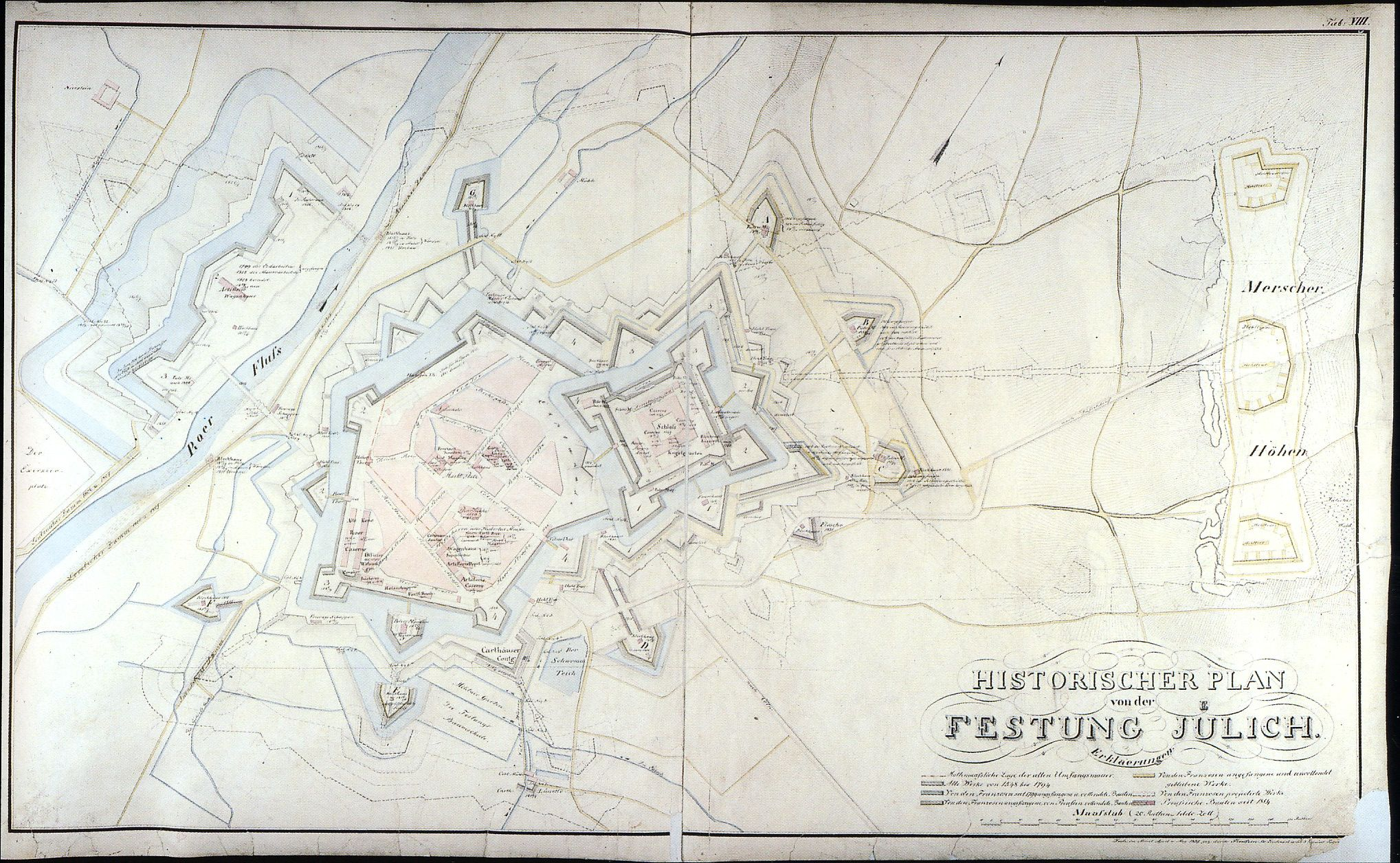
Plan Jülichs um 1837 in der letzten Ausbaustufe als Festung

Am 5. April 1815 ergriff Preußen nach dem Wiener Kongress offiziell Besitz von der Stadt, im Jahr darauf wurde am 24. April der Kreis Jülich gebildet, der erst zur Provinz Jülich-Kleve-Berg und dann nach deren Auflösung zur Rheinprovinz gehörte. Die neuen Herren vollendeten die von den Franzosen begonnenen Ausbauten an der Festung und benutzten sie als Bollwerk gegen Frankreich, so wurden etwa in den Jahren von 1820 bis 1822 die Neuen Rurkasernen gebaut. Aus diesem Grund erhielt die Stadt beim Bau der Strecke Köln – Aachen – Belgien auch keinen Eisenbahnanschluss, da man fürchtete, ein etwaiger Belagerer könne sein Material auf diesem Wege heranbringen, die Strecke wurde stattdessen über Düren geführt und als eine der ersten Eisenbahnen in der Rheinprovinz schon 1841 eröffnet. Im Jahr 1859 beschloss das preußische Kabinett die Schleifung und Entfestigung Jülichs, die Festungsanlagen waren veraltet und boten vor den neuen Waffen des heraufziehenden Industriezeitalters keinen hinreichenden Schutz mehr. Das stieß auf entschiedenen Widerstand der Bürger, die zu einem nicht unerheblichen Teil ihr Auskommen dem Unterhalt der Festungswerke und den Aufträgen durch die Garnison verdankten, und die Bürgerschaft reichte Petitionen bei König Wilhelm ein, die um Erhalt der Festung oder doch zumindest der Garnison baten. Darauf blieb Jülich Garnisonsstadt, und es wurde eine Unteroffiziersvorschule eingerichtet, die in der Zitadelle Quartier nahm. Im September 1860 führte das preußische Heer in Jülich eine große Belagerungsübung durch, bei der neue Geschütze und Gewehre sowie neue Angriffsverfahren erprobt wurden. Dabei wurde die Zitadelle beschädigt, sie blieb aber erhalten, während die Außenwerke und die Stadtbefestigung in den folgenden Jahren abgerissen wurden.

## Moderne

### Kaiserreich, Weimarer Republik und Zeit des Nationalsozialismus
Die Stadt wuchs in der Folge nur sehr langsam, der Wegfall der Festung hatte sie wirtschaftlich unattraktiv gemacht und der fehlende Eisenbahnanschluss machte sich bemerkbar. Im Deutsch-Französischen Krieg befand sich im Brückenkopf ein Gefangenenlager, 1873 bekam die Stadt dann doch noch einen Eisenbahnanschluss mit den Linien Mönchengladbach – Jülich – Stolberg (– Aachen) und Jülich – Düren, erbaut durch die bedeutende Bergisch-Märkische Eisenbahn-Gesellschaft; 1882 verlängerte die (eher lokal operierende) Aachen-Jülicher Eisenbahngesellschaft ihre Linie Aachen Nord – Mariagrube über Aldenhoven bis Jülich. Wenige Jahre später wurden beide Gesellschaften verstaatlicht. Ende des 19. Jahrhunderts lautete der Eintrag für die Stadt Jülich in Meyers Konversationslexikon (4. Auflage):
| „Jülich, Kreisstadt im preuß. Regierungsbezirk Aachen, Knotenpunkt der Linien München-Gladbach-Stolberg und J.-Düren der Preußischen Staatsbahn sowie der Aachen-Jülicher Eisenbahn, hat eine evangelische und 2 kath. Kirchen, ein Amtsgericht, ein Progymnasium, eine Unteroffizierschule, eine Zuckerfabrik, Papierstoff-, Pappen- und Lederfabrikation und (1885) mit Garnison (1 Bat. Infanterie Nr. 53 und 1 Abteil. Feldartillerie Nr. 23) 5234 meist kath. Einwohner. Die früher hier bestehenden bedeutenden Festungswerke wurden 1860 geschleift. – J., das Juliacum der Alten, wurde 1277 vom Erzbischof Siegfried von Köln, 1609 vom Erzherzog Leopold, 1610 von den Holländern unter Moritz von Oranien, 1622 von den Spaniern erobert. 1794 nahmen es die Franzosen; 1814 ward es blockiert, aber bis zum Pariser Frieden von den Franzosen behauptet.“ |

1902 wurde eine neue Rurbrücke dem Verkehr übergeben, welche die zu klein gewordene napoleonische Schleusenbrücke ersetzte, 1910 konnte die heutige evangelischen Christuskirche eingeweiht werden, 1911 erfolgte die Fertigstellung der neuen Aachener Landstraße, die ihren Weg durch den Brückenkopf nahm, und der staatlichen Bahnstrecke Jülich – Linnich – Baal – Dalheim (die in Baal die Hauptstrecke Aachen – Düsseldorf kreuzt); 1912 erreichte die Trasse der kreiseigenen Jülicher Kreisbahn die Stadt. Im selben Jahr wurde die von der Mönchengladbacher Bahnstrecke abzweigende Schmalspurbahn Ameln – Bedburg auf Normalspur umgespurt und kurz danach verstaatlicht, so dass nun neben der Dürener Linie eine weitere Anbindung in Richtung Köln bestand. Die damals oft geforderte direkte Strecke nach Köln wurde jedoch nie realisiert; die Jülicher Unternehmen konnten lediglich (bis in die 1960er Jahre) von direkten Güterzügen nach Köln (über Ameln) profitieren.
Während des Ersten Weltkriegs war die Stadt Etappenort und wurde zur Ausbildung frischer Truppen genutzt, vor allem auf dem Artilleriefahrplatz nördlich der Zitadelle. Die Preußischen Staatseisenbahnen bauten ab 1914/15 die auf 1800 Arbeitskräfte ausgelegte Eisenbahn-Hauptwerkstätte Jülich (später Reichsbahnausbesserungswerk – RAW), welche 1918 in Betrieb ging und zahlreiche Neubürger brachte, die im planmäßig ausgebauten Südviertel (Heckfeld) angesiedelt wurden. Nach Ende des Ersten Weltkrieges  kam es am 9. November 1918 auch in Jülich zur Gründung eines Arbeiter- und Soldatenrates. Was folgte, waren Austritte aus der SPD und Eintritte in die Kommunistische Partei Deutschlands (KPD). Die Zeit zwischen 1918 und 1933 war in Jülich ebenso geprägt von der Massenarbeitslosigkeit (6 Mill. Arbeitslose) und den Auseinandersetzungen zwischen den Parteien der Weimarer Republik. 1918 rückten im Zuge der Rheinlandbesetzung belgische und französische Truppen in die Stadt ein, die sie erst 1929 wieder verließen. In diesem Jahr begann der Ausbau des Brückenkopfes zum Volkspark. Während der Weimarer Republik war Jülich, wie die meisten Städte und Orte im streng katholischen Rheinland, stark von der Zentrumspartei geprägt und tendierte nicht sonderlich in Richtung der Nationalsozialisten. Auch bei der letzten Reichstagswahl errang das Zentrum noch komfortable Mehrheiten.

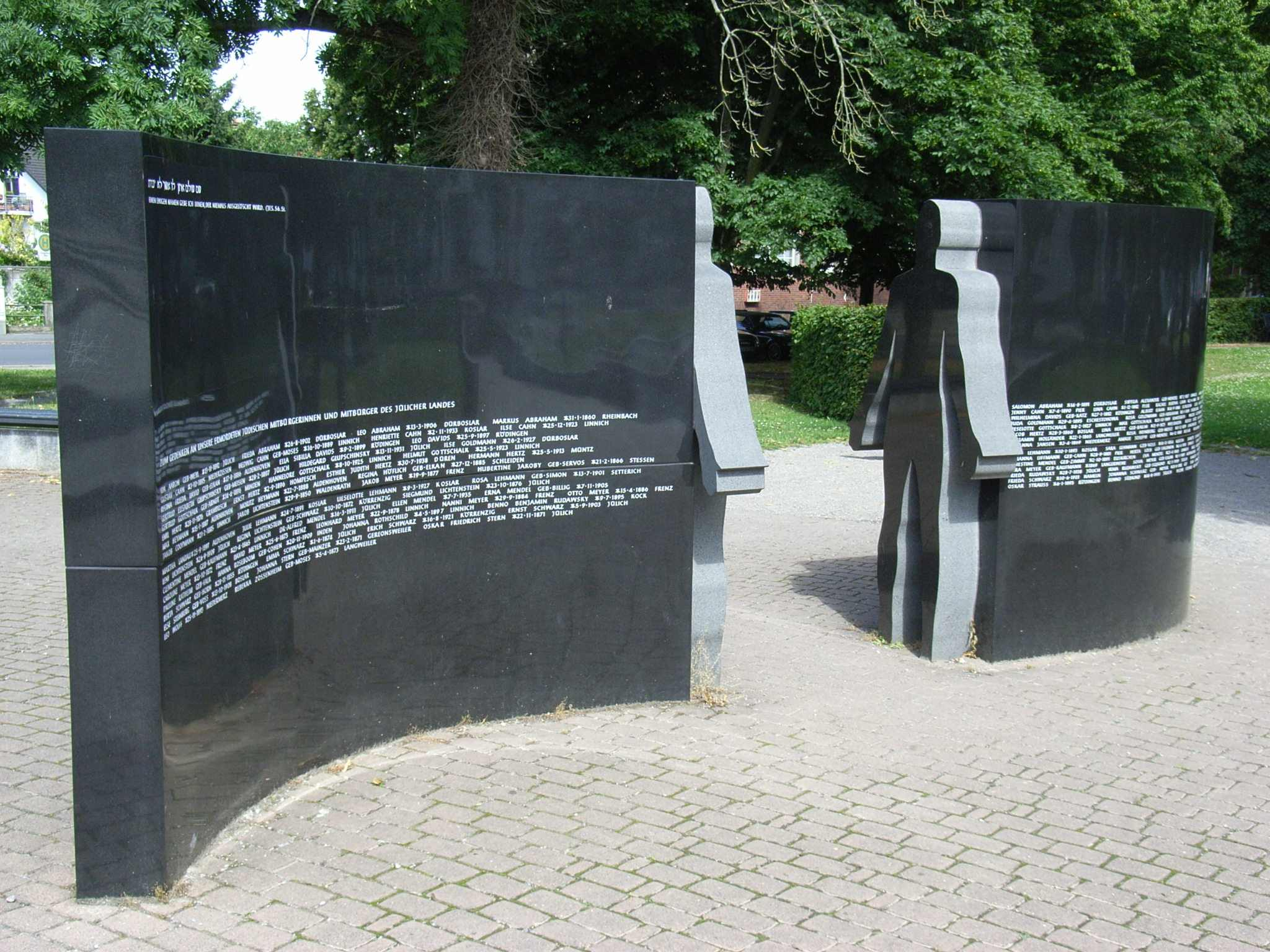
Mahnmal am Propst-Bechte-Platz

Nach 1933 wurde die Stadt dem Gau Köln-Aachen zugeteilt. 1934 wurde der Brückenkopf in eine Thingstätte bzw. „Nationale Weihestätte“ mit angeblich 20.000 Sitzplätzen umgewandelt, die Kasematten wurden zur Champignonzucht verwendet. Am 9. November 1938 brannte in den Novemberpogromen („Reichskristallnacht“) auch die Synagoge Jülich in der Grünstraße nieder, nachdem sie von den Nationalsozialisten in Brand gesteckt worden war. Sie wurde im Zweiten Weltkrieg völlig zerstört und nicht wiederaufgebaut, die Ruine 1958 abgerissen. Der nördliche Teil der Grünstraße (im Mittelalter auch Judenstraße genannt), wo sie lag, heißt heute An der Synagoge. Der von 1816 bis 1940 genutzte Jüdische Friedhof an der Aachener Straße ist erhalten geblieben; am nahegelegenen Propst-Bechte-Platz erinnert ein 2001 eingeweihtes Mahnmal an die in der Nazi-Zeit ermordeten Bürger jüdischen Glaubens aus Jülich, Aldenhoven, Inden, Niederzier und Titz. Der damalige NRW-Ministerpräsident Wolfgang Clement war der Schirmherr und übergab Anfang Dezember 2001 das Mahnmal der Öffentlichkeit. Die Errichtung des Mahnmals wurde im Auftrag der Stadt Jülich betrieben durch die Jülicher Gesellschaft gegen das Vergessen und für die Toleranz e. V. Das Mahnmal aus indischem Granit wurde durch den Jüchener Steinmetz Michael Wolff geschaffen.

### Vernichtung im Zweiten Weltkrieg
Im Zweiten Weltkrieg war die Stadt Durchgangsstation und Etappenort im Frankreichfeldzug, ab 1940 wurde die Zitadelle vom Reichsarbeitsdienst genutzt, und auf dem Artilleriefahrplatz übten deutsche Truppen. Die Rurbrücke erhielt am Brückenkopf und am stadtseitigen Ufer Flakstellungen zu ihrem Schutz, Teile der Betonfundamente waren noch lange nach dem Krieg zu sehen. Mit der alliierten Invasion in der Normandie und dem Rückzug aus Frankreich 1944 rückte Jülich selbst ins Frontgebiet, nach der Einnahme Aachens im Oktober 1944 kam die Front langsam aber sicher näher. Die Stadt war nun im Feuerbereich gegnerischer Artillerie und wurde wegen der zur Versorgung der Front strategisch wichtigen Rurbrücke, des Bahnhofs und des Reichsbahnausbesserungswerks auch zum Ziel von Bombenangriffen, dazu kamen die allgegenwärtigen alliierten Jagdbomber, die das Hinterland der deutschen Front am Tag beherrschten. Obwohl die Schäden zunächst verhältnismäßig gering blieben, gab es doch zahlreiche Tote und Verletzte.

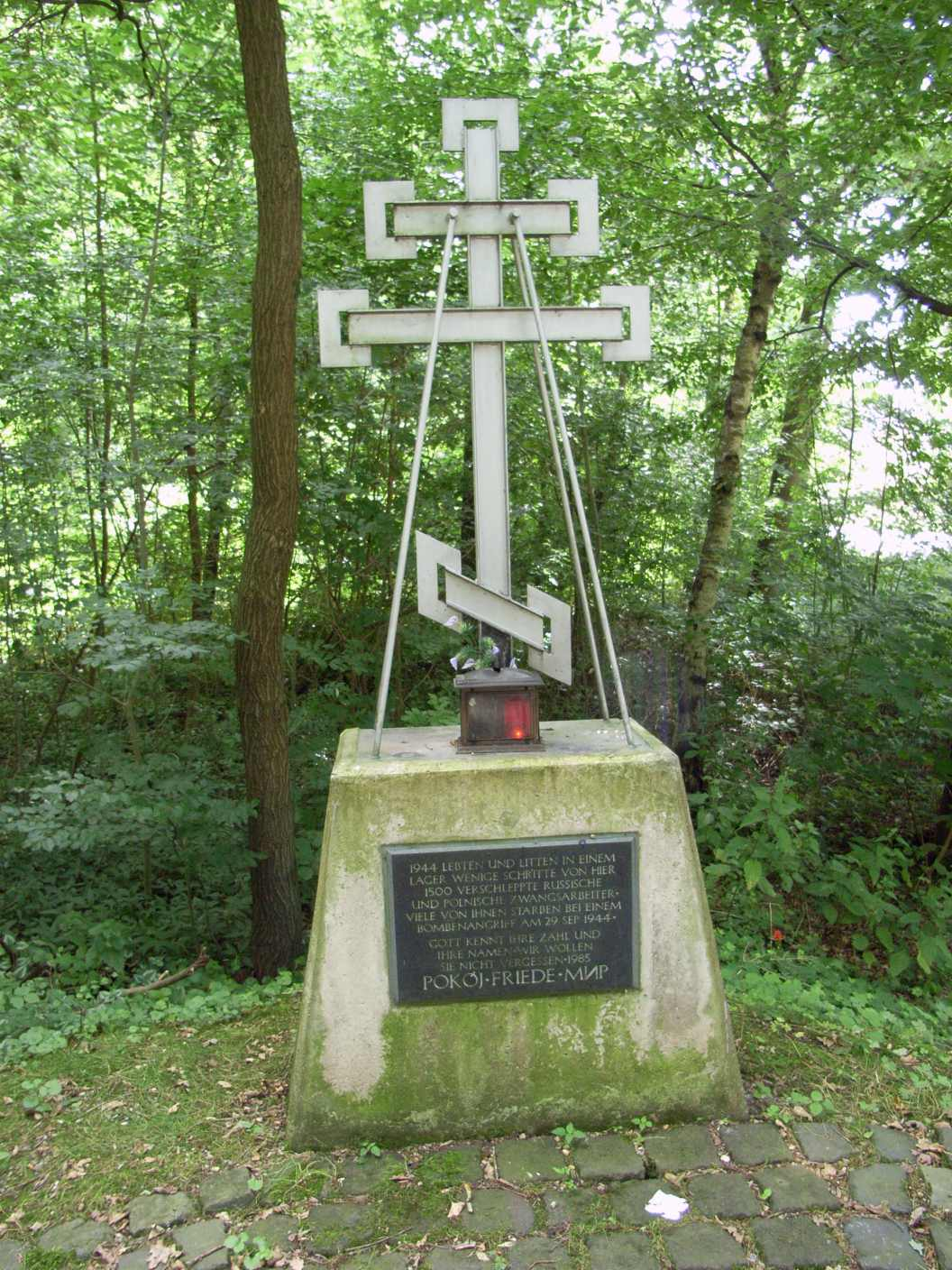
Gedenkstein für das RAW-Zwangsarbeiterlager Iktebach

Mehrere Bombenvolltreffer im Zwangsarbeiterlager des Reichsbahnausbesserungswerkes am Abend des 29. September kosteten Hunderte russische und ukrainische Ostarbeiter das Leben. In der Stadtchronik ist von 120 bis 400 Toten die Rede, deren Leichen im nahen Wald verscharrt wurden. Eine Gedenkstätte gegenüber dem Tor des Heeresinstandsetzungswerkes erinnert noch an sie. Bei diesem Angriff wurde das Ausbesserungswerk so stark beschädigt, dass es nicht weiter betrieben wurde und als größte Arbeitgeber der Stadt ausfiel. Am 8. Oktober explodierte eine Bombe im Krankenhaus und tötete mehr als ein Dutzend junger Schwesternschülerinnen, ihre Gräber liegen auf dem Ehrenfriedhof. Mit dem Fortschreiten der schweren Kämpfe und der Intensivierung der alliierten Fliegertätigkeit häuften sich die Luft- und Artillerieangriffe, die Zahl der Schäden und Opfer stieg immer mehr an. Immer mehr Bürger wurden aus ihrer Heimat evakuiert, und allmählich sanken immer mehr Teile die Stadt in Trümmer.
Das alliierte Oberkommando plante währenddessen einen verheerenden Luftschlag gegen die deutsche Front. Mit ihm sollte der Beginn einer Großoffensive gegen die Rurfront ihren Auftakt finden, welche die Verteidigungsstellungen westlich der Rur aufbrechen und den Vormarsch zum Rhein ermöglichen sollte. Das Unternehmen ging als Operation Queen in die Geschichte ein, am 16. November 1944 zerstörten mehrere hundert britische und amerikanische strategische Bomber die Städte Düren, Jülich und Heinsberg, um der deutschen Front den Nachschub abzuschneiden, und flogen auch Angriffe gegen die Frontlinie selbst. Jülich traf der Angriff besonders hart, da es in amerikanischen und französischen Truppenkarten nach wie vor als Festung ausgewiesen war, und entsprechend versuchten die Alliierten wie schon in der Normandie, die vermuteten starken Befestigungen durch die völlige Zerstörung der Stadt zu entwerten. Das schwere Bombardement und die mehrtägige Feuersbrunst vernichteten die Stadt fast restlos, und da die anlaufende Großoffensive trotz drückender Überlegenheit der Angreifer die deutsche Front nicht zu durchbrechen vermochte, blieb das Stadtgebiet lange Zeit im Bereich der Artillerie beider Seiten. Die meisten Bürger hatten die Stadt zu diesem Zeitpunkt bereits verlassen, dennoch gab es etliche Verluste unter der Zivilbevölkerung, und auch viele der in Jülich befindlichen Soldaten kamen um. Es kursieren Zahlen von bis zu 4.000 Toten infolge des Angriffs, darunter ein Teil des Artillerieregiments 147 der 47. Volksgrenadier-Division, das gerade am Bahnhof ausgeladen wurde. Die Hauptkampflinie verlief monatelang entlang der Rur, und die deutsche Ardennenoffensive und die verlustreichen Kämpfe im Hürtgenwald nötigten die Alliierten, ihre Offensive vorerst einzustellen. Auch nach dem Scheitern der Ardennenoffensive und dem amerikanischen Angriff entlang der Rurfront vom 10. Februar 1945 sollte es noch fast zwei Wochen dauern, bis ihnen endlich den Übergang über den Fluss gelang, da die Deutschen die Schleusen der Rurtalsperre geöffnet und das Rurtal durch die nachfolgende Überschwemmung unpassierbar gemacht hatten. Ständiges Artilleriefeuer, weitere Bombenangriffe und erbitterte Häuserkämpfe im Frühjahr 1945 taten ein Übriges dazu, dass die Stadt bei ihrer schließlichen Einnahme durch die Amerikaner am 23. Februar einer menschenleeren Trümmerwüste glich – kaum ein Mensch war in den umgepflügten Ruinen zurückgeblieben. Nur in der Römerstraße und in der Linnicher Straße hatte sich hier und da eine Häuserzeile erhalten, die Festungswerke hatten der Verwüstung noch am ehesten widerstanden, aber die Stadt war zu 98 % zerstört und damit eine der am schwersten zerstörten Städte des ganzen Krieges, wenn nicht sogar die am schwersten zerstörte überhaupt. Insgesamt lag die Stadt 155 Tage lang im Kampfgebiet.

### Forschung
Nach dem Krieg gab es Erwägungen, die Stadt als Mahnmal sich selbst zu überlassen und an anderer Stelle wieder aufzubauen. So vollständig war die Zerstörung gewesen, dass man ernsthaft darüber nachdachte, keinen Wiederaufbau zu versuchen. In den Ruinen herrschten unmögliche Zustände, welche der britische Verleger und Journalist Victor Gollancz in einer bebilderten Reportage mit dem Titel In darkest Germany eindrucksvoll dokumentierte. Sie löste eine Welle der Hilfsbereitschaft in Großbritannien aus, die das Los nicht nur der Bewohner Jülichs lindern half, nach Gollancz ist heute aus Dankbarkeit eine Jülicher Straße benannt. Nach der Auflösung Preußens kam die Stadt an das neugegründete Land Nordrhein-Westfalen. Die Enttrümmerung war ein hartes Stück Arbeit, aber die Altstadt entstand auf den Ruinen nach dem alten Idealstadtplan neu. Dazu trug der Architekt R. Schöffer bei, der 1947 einen ersten Aufbauplan erstellte. An historischen Gebäuden im Stadtkern hatten praktisch nur die unteren Stockwerke des Turms der Propsteikirche sowie der Hexenturm überlebt, die einstmals pittoreske Altstadt war sonst völlig vernichtet. Sie wurde im Stil der 1950er Jahre auf dem alten Grundriss wieder aufgebaut, die alte Schönheit war aber dahin.
Die Festungswerke wurden ab 1954 provisorisch gesichert, sanken ansonsten aber in einen langen Dornröschenschlaf und wurden seitens der Bevölkerung und der Stadtverwaltung geflissentlich ignoriert.
Die Papier- und Zuckerindustrie konnte sich von den Kriegsschäden erholen, und in den 1950er-Jahren suchte die Stadt Anschluss an zukunftsträchtige Technologien. 1956 entstand das Kurzwellenzentrum Jülich, im selben Jahr sah die Stadt die Gründung des Atomforschungszentrums, des heutigen Forschungszentrums, welches von 1960 bis 1990 als Kernforschungsanlage Jülich (KFA) bekannt war. In ihrem Gefolge siedelte sich mit dem Unternehmen Uranit (heute Urenco Deutschland bzw. ETC) auch Atomindustrie in Jülich an. Erneut kamen zahlreiche Zuwanderer, vor allem Akademiker, die im Forschungszentrum ihr Auskommen fanden und größtenteils im neuen Nordviertel um den ehemaligen Artilleriefahrplatz Quartier nahmen. Im Geiste der Modernisierung ging 1963 auf dem Walramplatz am Hexenturm, weitab vom Bahnhof, ein neuer Omnibusbahnhof in Betrieb, und 1970 wurde eine Ingenieurschule errichtet.
Ab 1964 wurden ernsthafte Sicherungsmaßnahmen in der Zitadelle durchgeführt, denen leider ein großer Teil der historischen Gebäude zum Opfer fiel. Im selben Jahr wurde das Bundesbahnausbesserungswerk geschlossen, und die Bundeswehr übernahm große Teile des Geländes als Heeresinstandsetzungswerk 800. Dort wurde am 4. November 1976 eine Ausbildungswerkstatt für 72 Jugendliche eröffnet.
1968 begannen die Bauarbeiten in der Zitadelle, die sie zum Sitz des Staatlichen Gymnasiums machen sollten, und 1972, genau 400 Jahre nach ihrer Gründung, konnte die Schule den Neubau beziehen. Am 1. Januar 1972 wurde im Zuge der Kommunalreform der Kreis Jülich aufgelöst und größtenteils mit dem Kreis Düren vereinigt. Dabei wurden etliche umliegende Ortschaften nach Jülich eingemeindet und die Einwohnerzahl stieg auf über 30.000 an. Dazu trugen auch die Umsiedlungen infolge des Fortschreitens der umliegenden Tagebaue der Rheinbraun bei, die Jülich mit dem Umsiedlungsort Lich-Steinstraß ab 1981 einen neuen Vorort im Nordosten auf der Merscher Höhe bescherten.
In den 1970er Jahren begannen umfangreiche Restaurierungsmaßnahmen an der Zitadelle und sporadisch auch am Brückenkopf, die in den 1980er und 1990er Jahren erst zaghaft und wenig rücksichtsvoll, dann immer entschiedener und qualitätsvoller weitergeführt wurden. Ein großes Umdenken setzte ein: waren die alten Festungswerke früher nur Klotz am Bein gewesen, betrachtete man sie zunehmend als zu hütenden Schatz, aus dem sich in vieler Hinsicht Kapital schlagen ließ. Dieser Bewusstseinswandel war nicht zuletzt das Werk des Festungsforschers Hartwig Neumann, der unermüdlich um „seine“ Festung kämpfte.
Ab 1985 stand die Zitadelle endlich unter Denkmalschutz, ab 1986 wurde die historische Innenstadt neu hergerichtet. Ihren vorläufigen Höhepunkt fand diese Entwicklung in der Landesgartenschau 1998, in deren Zentrum vor allem der Brückenkopf stand, der qualitätsvoll restauriert und mit einer aufwendigen Gartenanlage geziert wurde.
Am 25. Mai 2009 erhielt die Stadt den von der Bundesregierung verliehenen Titel „Ort der Vielfalt“.

## Historischer Stadtplan
Legende:

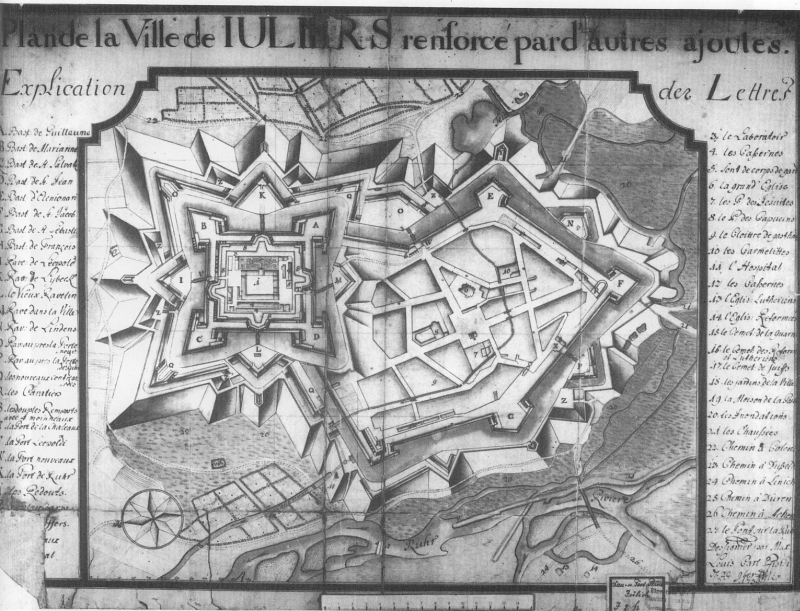
Ein Stadtplan von 1739, der die wichtigsten militärischen und zivilen Einrichtungen des alten Jülich zeigt

| - A. Bastion Wilhelmus - B. Bastion Marianne - C. Bastion St. Salvator - D. Bastion St. Johannes - E. Stadtbastion St. Franziskus - F. Stadtbastion St. Jakob - G. Stadtbastion St. Eleonore - H. Stadtbastion St. Sebastian - I. Ravelin Leopold - K. Ravelin Lyebeck - L. Altes Ravelin - M. Stadtravelin - N. Ravelin Lindens - O. Ravelin vor dem Kölntor - P. Ravelin vor dem Aachener Tor - Q. Neue Kontregarden - R. Kavaliere - S. Doppelte Remparts mit 4 Bollwerken - T. Schlosstor - V. Leopoldstor - W. Neue Pforte (Kölntor) - X. Rur-Pforte (Aachener Tor) - Y. Redouts - (Z. Waffenplätze) | - (1. Schloss) - (2. Arsenal) - 3. Laboratorium - 4. Kasernen - 5. Wachen - 6. Pfarrkirche - 7. Jesuitenkloster - 8. Kapuzinerkloster - 9. Gasthauskloster - 10. Karmeliterkloster - 11. Hospital - 12. Kasernen - 13. luther. Kirche - 14. reform. Kirche - 15. Garnisonskirchhof - 16. Friedhof d. Rerformierten u. Lutheraner - 17. Friedhof der Juden - 18. Stadtgärten - 19. Postgebäude - 20. Indondationsgebiet - 21. Dammanlagen - 22. Weg nach Köln - 23. Weg nach Düsseldorf - 24. Weg nach Linnich - 25. Weg nach Düren - 26. Weg nach Aachen - 27. Rurbrücke |

## Galerie

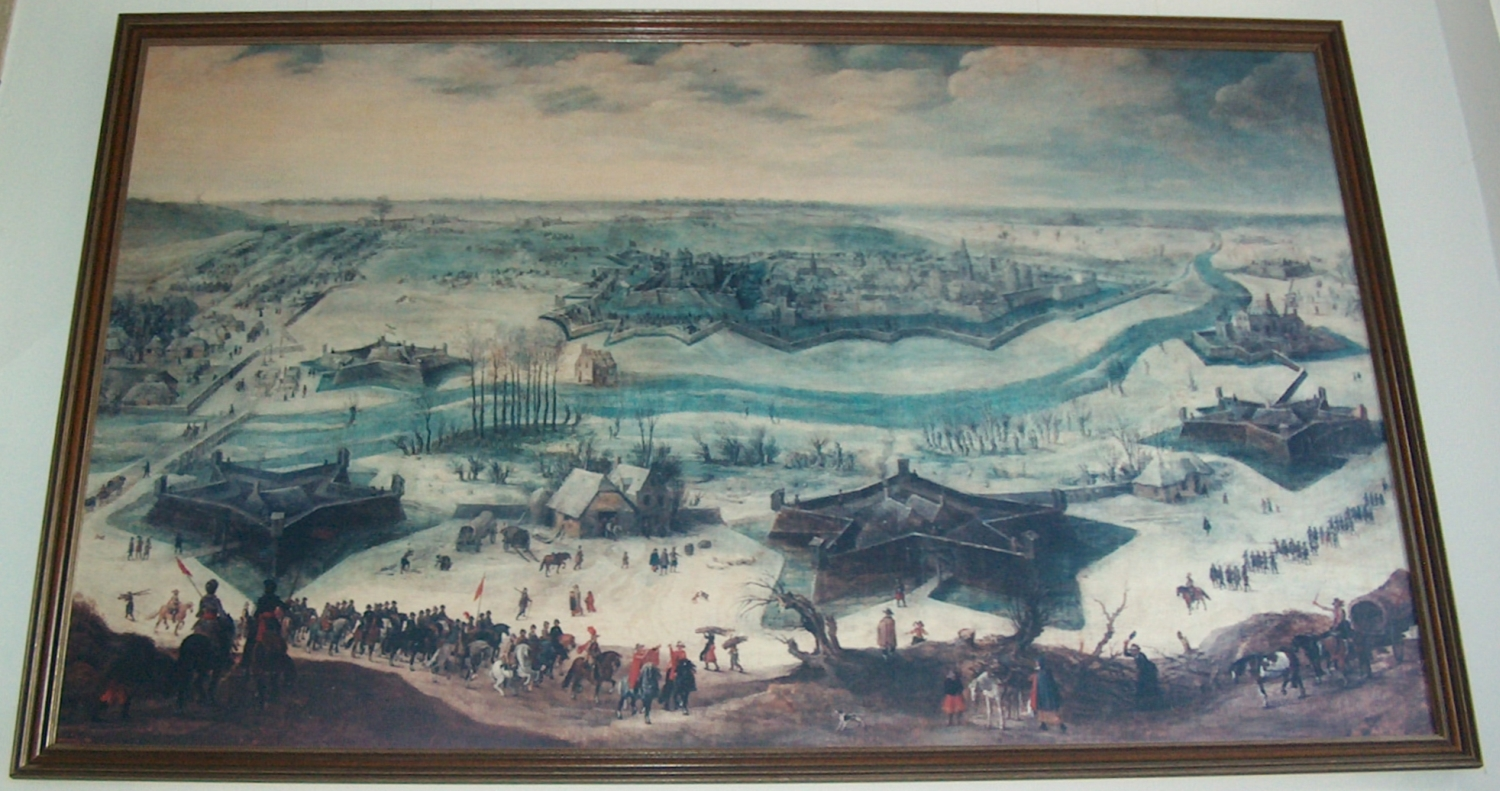
Darstellung der Belagerung Jülichs 1622 durch den holländischen Maler Pieter van Sneyers
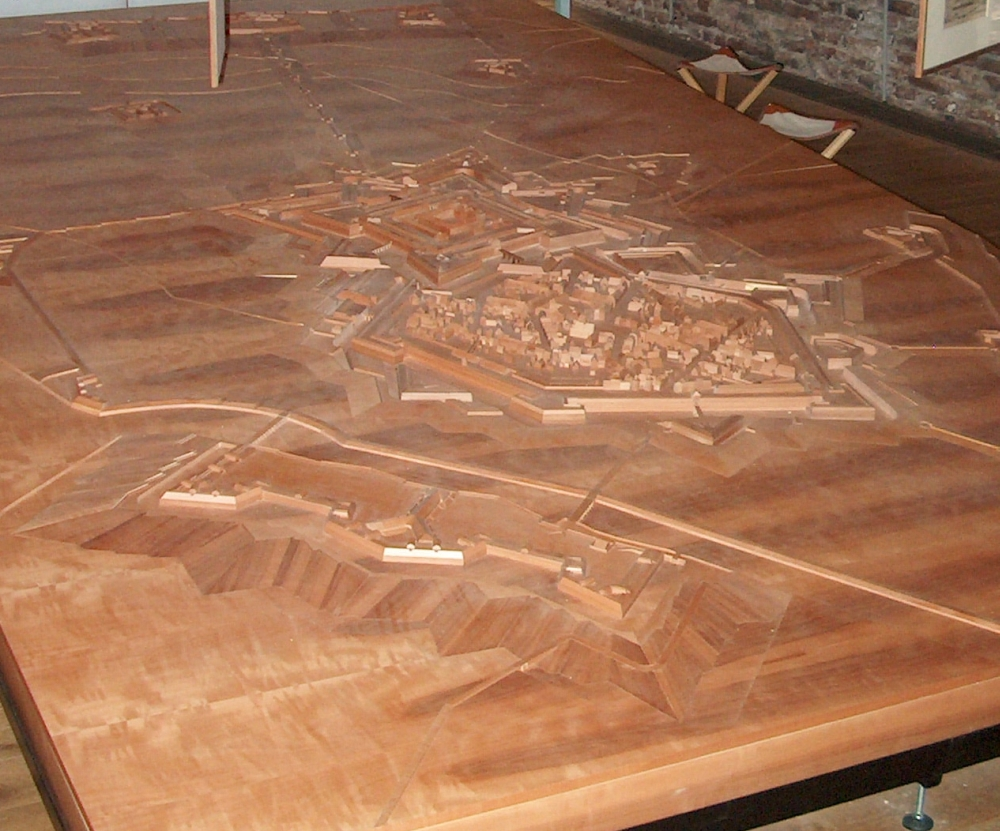
Modell der Stadt zur Franzosenzeit mit den projektierten Ausbauten
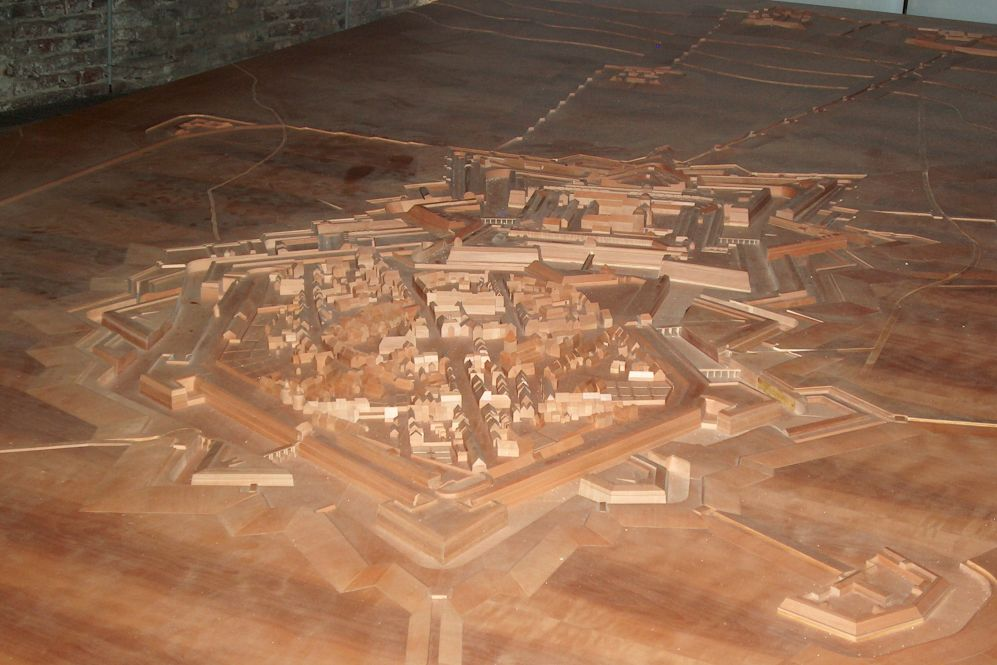
Dasselbe Modell aus einer anderen Perspektive
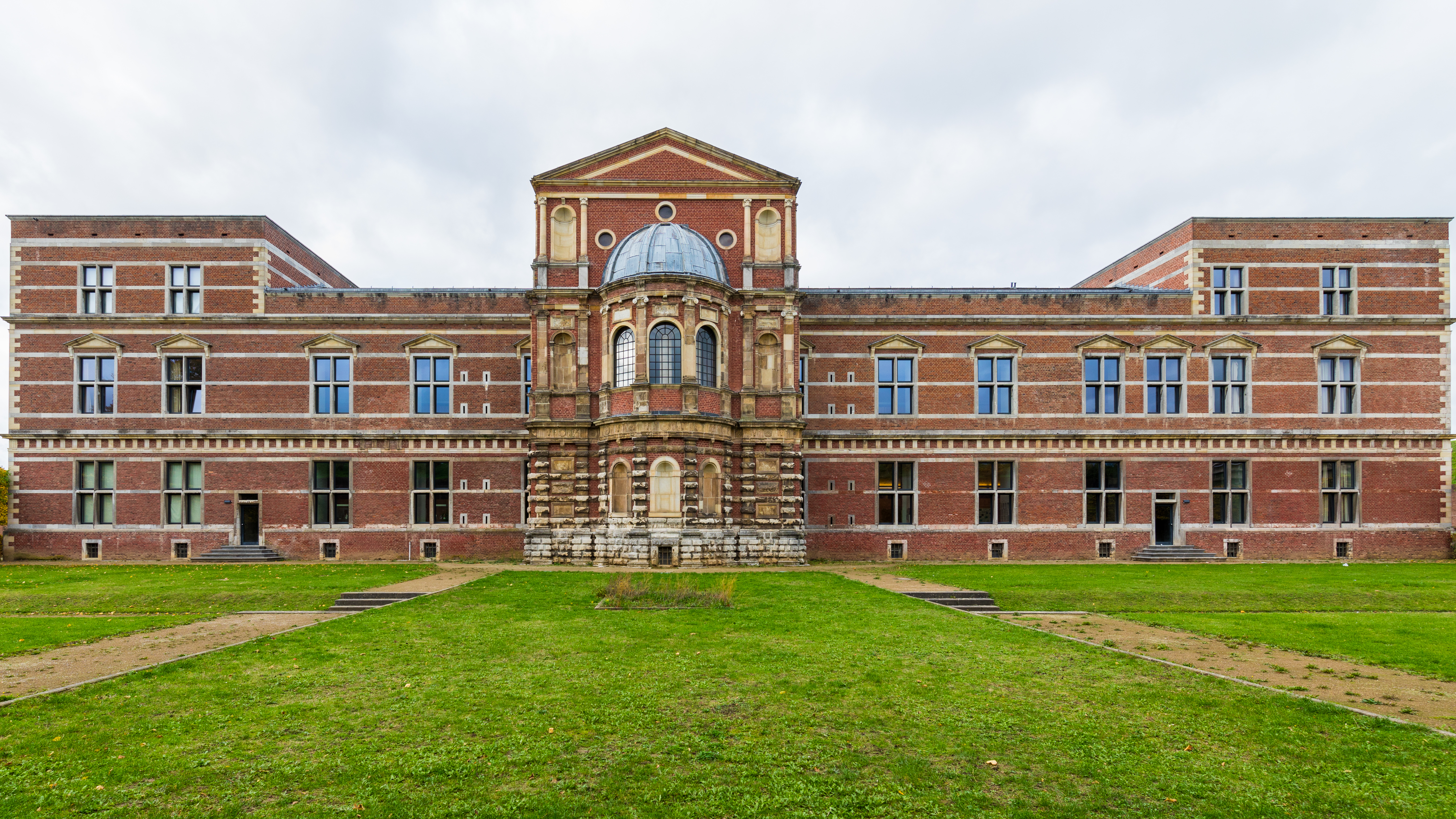
Der Ostflügel des Schlosses